# Fox Hills-formatie

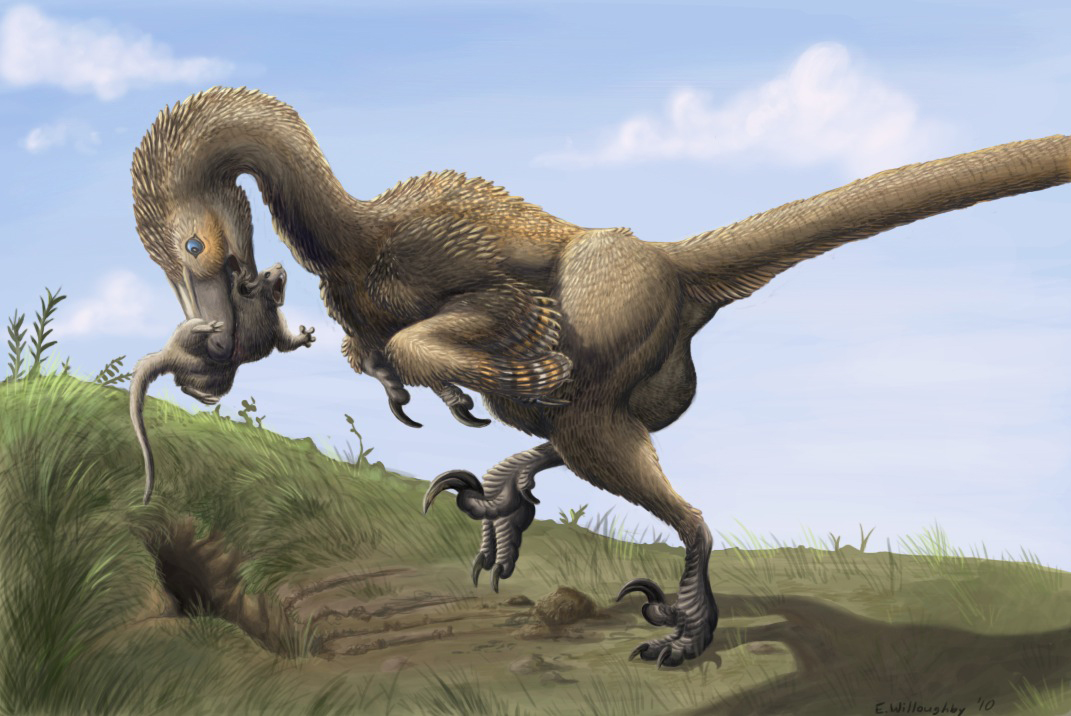
Saurornitholestes met een multituberculaat

De Fox Hills-formatie is een geologische formatie in de Amerikaanse staat South Dakota die afzettingen uit het Laat-Krijt omvat.

## Locatie
De Fox Hills-formatie is afgezet in een kustgebied langs de westelijke rand van de Western Interior Seaway. De zandsteenlagen dateren uit het Midden-Maastrichtien. De formatie is zeewaarts van de Laramie-formatie afgezet.

## Fauna
Van tien geslachten zoogdieren zijn fossielen gevonden in de Fox Hills-formatie: Gypsonictops (Eutheria), Alphadon, Didelphodon, Pediomys en Protalphadon (Metatheria), Bubodens, Cimexomys, Cimolodon, Meniscoessus en Mesodma (Multituberculata). Met deze zoogdierenfauna wordt de Fox Hills-formatie tot het eerste deel van het NALMA Lancian gerekend.
Dinosauriërs uit de Fox Hills-formatie zijn Denversaurus, Edmontosaurus, Triceratops, Saurornitholestes en Troodon. Daarnaast zijn fossielen gevonden van krokodillen, mosasuriërs, schildpadden en salamanders.